# Blanche Arral
Pour les articles homonymes, voir Aral (homonymie).
Claire Lardinois, dite Blanche Arral, née à Liège (Belgique) le 10 octobre 1864 et morte à Palisades Park (New Jersey) le 3 mars 1945, est une soprano colorature belge.

## Biographie
Blanche Aral est la plus jeune de 17 enfants, elle étudie le chant avec Mathilde Marchesi à Paris. Elle fait ses débuts dans une petite partie lors de la première mondiale 1884 de Manon de Jules Massenet à l'Opéra Comique de Paris. Puis elle joue dans plusieurs opéras à Bruxelles, Paris et Saint-Pétersbourg avant de s'installer aux États-Unis.
En 1901, en attendant l'ouverture de l'Exposition de Hanoï de 1902 en Indochine, elle se trouve dans une compagnie de tourisme, en spectacle à Haiphong et à l'Opéra de Hanoi.
En octobre 1909, elle fait ses débuts au Carnegie Hall et rejoint le Metropolitan Opera pour la saison 1909-1910. Elle se marie avec Hamilton Dwight Bassett, un journaliste de Cincinnati.
Elle est morte à Palisades Park, au New Jersey.

## Postérité
L'auteur Jack London, dans sa collection de nouvelles Smoke Bellew, a basé le personnage de Lucille Arral sur le modèle de Blanche Arral.